# Arctodium mahdii
Arctodium mahdii är en skalbaggsart som beskrevs av Julie Ann Hawkins 2006. Arctodium mahdii ingår i släktet Arctodium och familjen Glaphyridae. Inga underarter finns listade.